# Sphacelariales
A Sphacelariales a barnamoszatok (Phaeophyceae) osztályának rendje.

## Történet
A Sphacelarialest Walter Migula írta le először 1909-ben. Bár eleinte a rendszertanok a mai Discosporangiales nemzetségeit ide sorolták a Choristocarpaceae, illetve Discosporangiaceae családokban, előbbibe pedig az Onslowiaceae két nemzetségét, újabb rendszertanok szerint a Choristocarpaceae és a Discosporangiaceae a legősibb ismert barnamoszatrendet, a Discosporangialest alkotják, míg az Onslowiaceae mindkét renden kívül szerepel az Onslowialesben.
A Herpodiscus nemzetség 2010-ig monotipikus volt, amikor Draisma  et al. molekuláris filogenetikai alapon a korábbi Sphacelaria pulvinatát Herpodiscus pulvinatusra nevezte át, továbbá áthelyezett 2 Sphacelaria-alnemzetséget (Bracteata, Reinkea) is a Herpodiscus nemzetségbe.

## Genetika
Bár szekvenált magi genommal rendelkező faja nincs, egyes fajainak (például Halopteris paniculata) ismertek teljes ptDNS-ei. A ptDNS-ben a fordított ismétlődésű szakasz hossza befolyásolja az rpl21 határgén helyzetét – például a Dictyotaleshez és az Ectocarpaleshez hasonlóan a Sphacelariales e génje a fordított ismétlődésű szakaszon belül van.

## Filogenetika
Adl  et al. 2019-es rendszertana 5 nemzetséget különböztet meg a kládban (Chaetopteris, Halopteris, Stypocaulon, Sphacelaria, Verosphacela), azonban egyes rendszertanok szerint a Verosphacela az Onslowiaceae nemzetsége.

## Morfológia

### Szervezet
Gametofitonja és sporofitonja egyaránt elágazó többsoros fonalas élőlények apikális növekedéssel, sejtenként több elszórt lemezes plasztiszában pirenoid nélkül. Egyes fajok propagulái többsejtűek.

### Sejt
Különböző méretű molekulák a Halopteris congesta fajban a plazmodezmákon át mozoghatnak a Fucus spiralishoz hasonlóan.
A sejtfal összeállítása aktinfonalakat igényel, melyek az I. és II. fázisú embriókban kortikális helyzetűek.
Sejtjei téglalap alapúak, és a Polysphaeroides filiformisnál nagyobbak – hosszuk fajtól függően 38 vagy 24, szélességük 14, illetve 10 μm.

## Élőhely
2 faja – a Sphacelaria brachygonia és a S. rigidula – megtalálható a Délnyugat-Atlanti-óceán két védett tengeri területén.

## Ökológia

### Életmód
Bár legtöbb faja szabadon élő, a Herpodiscus durvillaeae a Durvillaea antarctica, a Durvillaea poha és a Durvillaea willana endo- vagy epifiton obligát parazitája. Plasztiszai szürkék, de rbcL génjét nem vesztette el, és kultúrában nem sikerült szaporítani, tehát Heesch  et al. nem tudta vizsgálni, hogy fotoszintetikus-e. Ezenkívül vannak a Sphacelaria nemzetségben is részben endofiton fajok, ilyenek például a Sphacelaria cirrosa, mely nem függ gazdája fotoszintézise termékeitől. Más fajok, például a Sphacelaria caespitula alapvetően endofitonok, de epifitonként vagy epilitonként is életképesek. Egyes Sphacella-fajok fakultatív epi-endofitonok: bár természetes környezetükben csak epi- vagy endofitonként vannak jelen, gazdája nélkül is tenyészthető.

### Társulások
Algaszőnyegeket alkothat – például a Capraia-sziget közelében lévő sziklás zátonyokon élő algaszőnyegek jellemző fonalas rendje.
Tengeri szerkezeteken is kimutatható: tavasszal 2, nyáron 1, ősszel legfeljebb 4 hét után telepszik meg.

## Életciklus
Nemzedékváltakozása általában izomorf, életciklusában fajonként eltér, hogy az ivaros szaporodás módja izogámia, nem oogám anizogámia vagy oogámia.